# Stadium Metropolitano
Das Stadium Metropolitano (auch Stadium Metropolitano de Madrid) war ein Mehrzweckstadion in der spanischen Stadt Madrid. Es diente von 1923 bis 1966 als Heimstätte des Fußballklubs Atlético Madrid, beherbergte jedoch zeitweise auch andere Vereine aus der Hauptstadt. Zudem fanden Leichtathletikbewerbe und Windhundrennen im Stadium Metropolitano statt.

## Geschichte
Das Projekt zum Bau des Stadium Metropolitano entwickelte die Gesellschaft Compañia Metropolitano, die auch die Metro Madrid realisiert hatte. Ziel war es ein großes und modernes Stadion für die spanische Landeshauptstadt Madrid zu errichten. Der Architekt der Spielstätte war der ehemalige Fußballspieler von Real Madrid José María Castell. Die Arena entstand im Westen der Stadt und wurde am 13. Mai 1923 mit einem Spiel zwischen Athletic Club Madrid und Real Sociedad offiziell eröffnet. Das Stadion, das auch über eine Laufbahn verfügte, hatte zu diesem Zeitpunkt ein Fassungsvermögen von rund 25.000 Zusehern, die meisten davon auf der Haupttribüne der Südseite. Charakteristisch war vor allem die etwa 16 Meter hohe Naturtribüne auf der Ostseite der Arena. Eigentümer der Sportanlage war die Sociedad Stadium der Gebrüder José María und Miguel Otamendi. Neben Atlético Madrid bestritten auch andere Fußballklubs der spanischen Hauptstadt, wie Real Sociedad Gimnástica Española und Racing Club Madrid, hier ihre Heimspiele. Ein historisches Match der spanischen Nationalmannschaft fand am 15. Mai 1929 im Stadion statt, die Iberer setzten sich gegen England mit 4:3 durch und fügten diesen damit ihre erste Niederlage in der Geschichte gegen eine Mannschaft von außerhalb der britischen Inseln zu. Neben Fußball beherbergte das Stadion auch Leichtathletikbewerbe und ab 1930 Windhundrennen.
Im Laufe des Bürgerkriegs und insbesondere der Schlacht um Madrid, die im nahegelegenen Universitätskomplex wütete, wurde das Stadion schwer in Mitleidenschaft gezogen. Die Renovierungsarbeiten dauerten bis zum 21. Februar 1943, als das Estadio Metropolitano mit einem Derbi madrileño zwischen der Heimmannschaft und Real Madrid wiedereröffnet werden konnte. Im selben Jahr war die Spielstätte auch Schauplatz des Endspiels um den spanischen Pokal. Am 15. April 1950 ging das Stadion in den Besitz von Atlético Madrid über und der Verein begann es an seine Bedürfnisse anzupassen. Im Jahr 1954 entfernte der Klub die Laufbahn, senkte das Spielfeld ab und schuf so Platz für einen weiteren Zuschauerrang. Das Stadion erreichte eine Kapazität von rund 58.000 Besuchern. Im Jahr 1961 erwarb Atlético Madrid am Ufer des Manzanares, im Süden der Stadt, die Gründe für den Bau eines neuen Stadions, der noch im selben Jahr begann. Das Stadium Metropolitano wurde nach der Saison 1965/66 abgerissen, und der Klub siedelte über in das fertiggestellte Estadio del Manzanares, später bekannt als Estadio Vicente Calderón.

## Länderspiele im Stadium Metropolitano
| Datum         | Heimteam | Gastteam   | Resultat | Anlass             |
| ------------- | -------- | ---------- | -------- | ------------------ |
| 15. Mai 1929  | Spanien  | England    | 4:3      | Freundschaftsspiel |
| 19. Juni 1936 | Spanien  | Österreich | 4:5      | Freundschaftsspiel |
| 23. Juni 1946 | Spanien  | Irland     | 0:1      | Freundschaftsspiel |